# Fleur Saville
Fleur Saville (Auckland, 14. srpnja 1984.) novozelandska je glumica najviše poznata po ulogama Ruby iz Plemena, Eve iz serije Biti Eve i Libby iz vrlo popularne novozelandske sapunice Shortland Street.
Od rane dobi Fleur je znala da želi biti glumica, pjevačica ili da se bavi plesom. Kad je imala 15 godina otišla je na audiciju za novu seriju Biti Eve i nije niti pomišljala da će baš ona dobiti glavnu ulogu što joj se i dogodilo. Zbog te serije je dobila i nagradu. 
Voli Tae Kwon Do, jahanje, pjevanje i plesanje. Njezina najdraža glumica, koja ju inspirira je Julie Andrews.
Fleur je glumila i u ovim produkcijama: 
- Shortland Street (sapunica-2005.-Libby Jefferies)
- Interrogation (serija-2005.)
- Maddigan`s Quest (serija-2005.-Silver girl)
- Serial killers (serija-2003.-Kirsty)
- Spin doctors (serija-2003.-Deaf girl)
- Pleme (serija-2003.-Ruby)
- Biti Eve (serija-2000. – 2002.-Eve)
- Sionne`s Wedding (film-2005-Hottie)
- The Longest Night (film-2004.-Vampire Hunter/Vampire)